# Lisa del Bo
Reinhilde Goossens, mais conhecida como Lisa del Bo (Bilzen, 9 de junho de 1961)  é uma cantora belga de expressão neerlandesa que canta em geral em neerlandês, mas que também grava canções noutras línguas. Ela gravou um dueto com o tenor belga Helmut Lotti.

## Festival Eurovisão da Canção
Representou a Bélgica no Festival Eurovisão da Canção 1996, com a canção "Liefde is een kaartspel", terminando a competição em 16.º lugar, entre 23 participantes, recebendo um total de 22 pontos.

## Discografia

### Singles
- 1991 Maar nu, wat doe ik zonder jou (Madame)
- 1992 Liefde (Lidia a Mosca)
- 1993 Vlinder
- 1993 Ergens
- 1994 Leef nu met een lach
- 1994 Eindeloos
- 1995 Mijn hart is van slag
- 1995 Van alles
- 1996 Liefde is een kaartspel ("O amor é um jogo de cartas")
- 1996 Morgen ("Diz-lhe")
- 1996 Roosje
- 1997 Alleen voor jou
- 1998 Eenzam zonder jou - com Bart Kaell
- 1998 Met 16 kan je nog dromen
- 1998 De drie klokken
- 1999 Zeldzaam gevoel
- 2000 Nooit op zondag
- 2003 Tussen Heist en de Ardennen - com Willy Sommers and Luc Steeno
- 2004 Jij (Love will keep us together)